# Albert Marie
Albert Marie (* 3. März 1957) ist ein ehemaliger seychellischer Langstreckenläufer. Er nahm an den Olympischen Sommerspielen 1980 in Moskau und den Olympischen Sommerspielen 1984 in Los Angeles teil.

## Karriere
Marie trat 1980 in den Wettbewerben über 3000 m Hindernis und im Marathon an. Im Hindernislauf lief er auf Rang 31; den Marathon konnte er nicht zu Ende bringen. 1984 trat er im Hindernislauf und über 10.000 m an. Im Hindernislauf kam er auf Rang 33, im 10.000-Meter-Lauf auf Rang 41.